# Guifredo I. Barcelonský
Guifredo I. Barcelonský († 11. srpna 897) byl barcelonský hrabě v letech 878–897 a také hrabě z Urgellu (870–897), hrabě z Cerdanye (870–897), hrabě z Girony (878–897), hrabě z Besalú (878–897) a Osona (886–897).
Guifredo se zasadil o znovuosidlování Katalánska. Roku 880 založil klášter Santa María de Ripoll a v roce 887 klášter San Juan de las Abadesas, kde se stala jeho dcera Emma první abatyší. V obou případech se jednalo o benediktinskou fundaci.

## Původ
Guifredo pocházel z gótské linie z oblasti Carcassonne. Podle tradice se narodil poblíž Prades v hrabství Conflent, nyní Rià, v Roussillonu ve Francii.
Podle legendy byl synem Guifreda z Arriaount (nebo Guifreda z Arri). Jeho otec byl zavražděn Salomónem a Guifredo ho pomstil, když vraha zabil. Po výzkumu, který provedli francouzští mniši Dom De Vic a Dom Vaissete, autoři Histoire Générale de Languedoc, je identifikován jako syn Sunifreda I. Barcelonského, hraběte mnoha hrabství za vlády Ludvíka Pobožného a Karla Holého. Jeho matka se mohla jmenovat Ermesende. Sunifred mohl být synem Bella, hraběte z Carcassonne za vlády Karla Velikého, nebo pravděpodobněji jeho zeť. Jako potomek Sunifreda a jeho bratra Sunyera I., hraběte z Empúries a Roussillonu (834–848), je Ramonem d'Abadal a dalšími historiky považován za člena dynastie Bellonidů.